# Santa Rosa (Utuado)
Santa Rosa es un barrio ubicado en el municipio de Utuado en el Estado Libre Asociado de Puerto Rico. En el Censo de 2010 no tenía habitantes.. La mayoría de su territorio se encuentra ubicado dentro del Bosque Estatal de Río Abajo. Limita al norte con los barrios arecibeños de Esperanza (Arecibo) y Hato Viejo (Arecibo) y al sur con el barrio Caguana (Utuado). Por otra parte, limita con el barrio Aibonito (Hatillo) al noroeste. 

## Geografía
Santa Rosa se encuentra ubicado en las coordenadas 18°19′32″N 66°45′22″O / 18.32556, -66.75611. Según la Oficina del Censo de los Estados Unidos, Santa Rosa tiene una superficie total de 13.06 km², que corresponden a tierra firme.

## Demografía
Según el censo de 2010, no había personas residiendo en Santa Rosa.